# Canottaggio ai Giochi della XI Olimpiade
Le competizioni del canottaggio dei Giochi della XI Olimpiade si sono svolte dall'11 al 14 agosto 1936 al bacino di Grünau di Berlino. Come a Los Angeles 1932 si sono disputati sette eventi tutti maschili.

## Calendario
| Canottaggio ai Giochi della XI Olimpiade | Canottaggio ai Giochi della XI Olimpiade | Canottaggio ai Giochi della XI Olimpiade | Canottaggio ai Giochi della XI Olimpiade | Canottaggio ai Giochi della XI Olimpiade | Canottaggio ai Giochi della XI Olimpiade | Canottaggio ai Giochi della XI Olimpiade | Canottaggio ai Giochi della XI Olimpiade | Canottaggio ai Giochi della XI Olimpiade | Canottaggio ai Giochi della XI Olimpiade | Canottaggio ai Giochi della XI Olimpiade | Canottaggio ai Giochi della XI Olimpiade | Canottaggio ai Giochi della XI Olimpiade | Canottaggio ai Giochi della XI Olimpiade | Canottaggio ai Giochi della XI Olimpiade | Canottaggio ai Giochi della XI Olimpiade | Canottaggio ai Giochi della XI Olimpiade |
| Eventi / Giorni                          | Agosto 1936                              | Agosto 1936                              | Agosto 1936                              | Agosto 1936                              | Agosto 1936                              | Agosto 1936                              | Agosto 1936                              | Agosto 1936                              | Agosto 1936                              | Agosto 1936                              | Agosto 1936                              | Agosto 1936                              | Agosto 1936                              | Agosto 1936                              | Agosto 1936                              | Agosto 1936                              |
| Eventi / Giorni                          | 1                                        | 2                                        | 3                                        | 4                                        | 5                                        | 6                                        | 7                                        | 8                                        | 9                                        | 10                                       | 11                                       | 12                                       | 13                                       | 14                                       | 15                                       | 16                                       |
| ---------------------------------------- | ---------------------------------------- | ---------------------------------------- | ---------------------------------------- | ---------------------------------------- | ---------------------------------------- | ---------------------------------------- | ---------------------------------------- | ---------------------------------------- | ---------------------------------------- | ---------------------------------------- | ---------------------------------------- | ---------------------------------------- | ---------------------------------------- | ---------------------------------------- | ---------------------------------------- | ---------------------------------------- |
| Singolo                                  |                                          |                                          |                                          |                                          |                                          |                                          |                                          |                                          |                                          |                                          | Batterie                                 | Recuperi                                 | Semif.                                   | Finale                                   |                                          |                                          |
| Due di coppia                            |                                          |                                          |                                          |                                          |                                          |                                          |                                          |                                          |                                          |                                          |                                          | Batterie                                 | Recuperi                                 | Finale                                   |                                          |                                          |
| Due senza                                |                                          |                                          |                                          |                                          |                                          |                                          |                                          |                                          |                                          |                                          | Batterie                                 |                                          | Recuperi                                 | Finale                                   |                                          |                                          |
| Due con                                  |                                          |                                          |                                          |                                          |                                          |                                          |                                          |                                          |                                          |                                          |                                          | Batterie                                 | Recuperi                                 | Finale                                   |                                          |                                          |
| Quattro senza                            |                                          |                                          |                                          |                                          |                                          |                                          |                                          |                                          |                                          |                                          |                                          | Batterie                                 | Recuperi                                 | Finale                                   |                                          |                                          |
| Quattro con                              |                                          |                                          |                                          |                                          |                                          |                                          |                                          |                                          |                                          |                                          | Batterie                                 |                                          | Recuperi                                 | Finale                                   |                                          |                                          |
| Otto                                     |                                          |                                          |                                          |                                          |                                          |                                          |                                          |                                          |                                          |                                          |                                          | Batterie                                 | Recuperi                                 | Finale                                   |                                          |                                          |

## Podi
| Evento                   | Oro | Perform. | Argento | Perform. | Bronzo | Perform. |
| Singolo (dettagli)       | Gustav Schäfer | 8'21"5   | Josef Hasenöhrl | 8'25"8   | Daniel Barrow | 8'28"0   |
| Due di coppia (dettagli) | Gran Bretagna Jack Beresford Dick Southwood                                                                                         | 7'20"8   | Germania Willi Kaidel Joachim Pirsch | 7'26"2   | Polonia Roger Verey Jerzy Ustupski | 7'36"2   |
| Due senza (dettagli)     | Germania Willi Eichhorn Hugo Strauß                                                                                                 | 8'16"1   | Danimarca Richard Olsen Harry Julius Larsen | 8'19"2   | Argentina Horacio Podestá Julio Curatella | 8'23"0   |
| Due con (dettagli)       | Germania Gerhard Gustmann Herbert Adamski Tim. Dieter Arend                                                                         | 8'36"9   | Italia Almiro Bergamo Guido Santin Tim. Luciano Negrini                                                                                                   | 8'49"7   | Francia Georges Tapie Marceau Fourcade Tim. Noël Vandernotte                                                                                       | 8'54"0   |
| Quattro senza (dettagli) | Germania Rudolf Eckstein Anton Rom Martin Karl Wilhelm Menne                                                                        | 7'01"8   | Gran Bretagna Martin Bristow Alan Barrett Peter Jackson John Sturrock                                                                                     | 7'06"5   | Svizzera Hermann Betschart Hans Homberger Alexander Homberger Karl Schmid                                                                          | 7'10"6   |
| Quattro con (dettagli)   | Germania Hans Maier Walter Volle Ernst Gaber Paul Söllner Tim.Fritz Bauer                                                           | 7'16"2   | Svizzera Hermann Betschart Hans Homberger Alexander Homberger Karl Schmid Tim.Rolf Spring                                                                 | 7'24"3   | Francia Fernand Vandernotte Marcel Vandernotte Jean Cosmat Marcel Chauvigné Tim.Noël Vandernotte                                                   | 7'33"3   |
| Otto (dettagli)          | Stati Uniti Roger Morris Charles Day Gordon Adam John White James McMillin George Elwood Hunt Joe Rantz Donald Hume Tim:Robert Moch | 6'25"4   | Italia Guglielmo Del Bimbo Dino Barsotti Oreste Grossi Enzo Bartolini Mario Checcacci Dante Secchi Ottorino Quaglierini Enrico Garzelli Tim:Cesare Milani | 6'26"0   | Germania Alfred Rieck Helmut Radach Hans Kuschke Heinz Kaufmann Gerd Völs Werner Loeckle Hans-Joachim Hannemann Herbert Schmidt Tim:Wilhelm Mahlow | 6'26"4   |

## Medagliere
| Posizione | Paese         |   |   |   | Totale |
| --------- | ------------- | - | - | - | ------ |
| 1         | Germania      | 5 | 1 | 1 | 7      |
| 2         | Gran Bretagna | 1 | 1 | 0 | 2      |
| 3         | Stati Uniti   | 1 | 0 | 1 | 2      |
| 4         | Italia        | 0 | 2 | 0 | 2      |
| 5         | Svizzera      | 0 | 1 | 1 | 2      |
| 6         | Austria       | 0 | 1 | 0 | 1      |
| 6         | Danimarca     | 0 | 1 | 0 | 1      |
| 8         | Francia       | 0 | 0 | 2 | 2      |
| 9         | Polonia       | 0 | 0 | 1 | 1      |
| 9         | Argentina     | 0 | 0 | 1 | 1      |
| Totale    | Totale        | 7 | 7 | 7 | 21     |